# Cholet
Cholet este un oraș în Franța sub-prefectură a departamentului Maine-et-Loire în regiunea Pays de la Loire. Orașul este înfrățit cu orașul Dorohoi din România.
1. ↑  répertoire géographique des communes, accesat în 26 octombrie 2015
2. ↑  dataset of postal codes in France, 1 octombrie 2018